# Réseau Ded
Le Réseau Ded est un ensemble de puits souterrains situés sous le Charmant Som sur la commune de Saint-Pierre-de-Chartreuse dans le Massif de la Chartreuse, en Isère. Ce réseau karstique est la seconde cavité la plus profonde du massif de la Chartreuse.

## Explorations

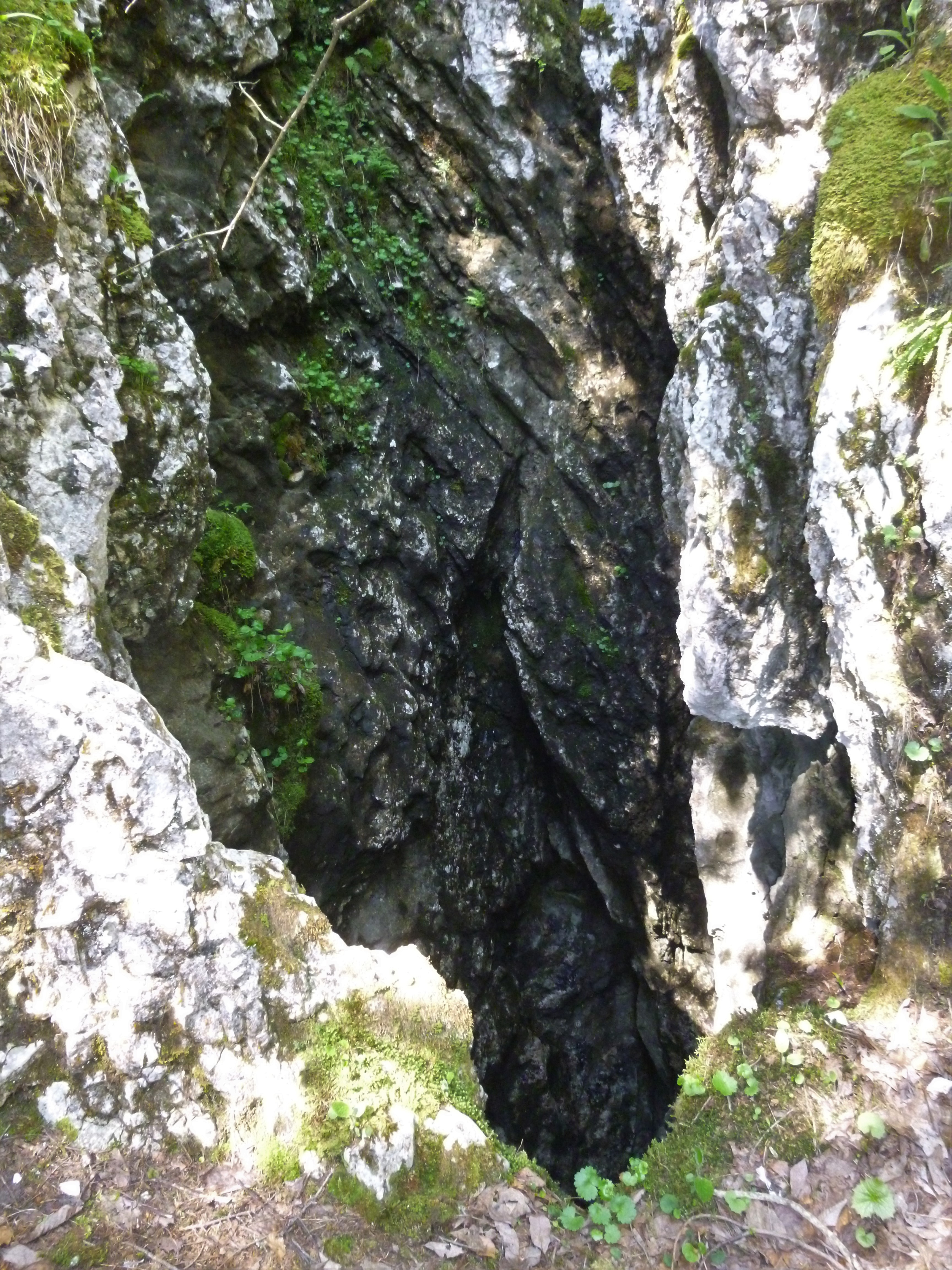
Le P40 du gouffre François Thierry.

Le gouffre Kriska a été découvert en 1962 par le chien, nommé criska, de François Thierry qui l'avait dressé à trouver des cavités. Le club spéléo Cartusien aidé des spéléologues Grenoblois du Club Alpin Français descendent le puits d'entrée de 27 mètres et désobstruent à sa base un bouchon de blocs et de terre. Après une série d'étroitures ils atteignent un puits de 42 m. Une remontée suivie d'une étroiture donne sur un puits de 100 mètres. Un nouveau puits de 40 m marque l'arrêt à - 230 m  en 1966. En 1967, le groupe spéléo de La Tronche reprend la suite des explorations. Une série de passages étroits est dynamitée (étroitures des spéléo-loques) et après un ultime P45 la cavité semble terminée le 31 mai 1968. Une lucarne oubliée est atteinte après escalade (l'araignée). Une nouvelle série de puits dont le puits de la Chienlit (74m) est descendue et les spéléologues s'arrêtent sur un siphon situé à - 555 m. Un contournement par une galerie pentue ponctuée de ressauts conduit au collecteur à -640m. Des petites galeries impraticables, sauf en étiage, permettent d'atteindre le siphon terminal à 740 mètres de profondeur le 27 septembre 1970. A la même période, des entrées supérieures sont trouvées. En mai 1969, la grotte de la Vire est découverte suivie du puits de l'Escalade, des Corneilles et en novembre 1969 du puits de l'Aura  qui devient l'entrée la plus haute du réseau (1618 m). Le réseau Ded a été nommée en souvenir d'André Méozzi, spéléologue plongeur, décédé à l'âge de 19 ans au trou du Bret , trop plein de Fontaine Galante. Le gouffre François Thierry  est découvert en 1962. En 1978-1979 les spéléos Grenoblois du CAF désobstruent à -66 m. Au printemps 2004, le club les Furets Jaunes de Seyssins, après quinze séances d'élargissement débouche sur une série de puits reliant le gouffre Kriska à - 450 m au niveau du puits de La Chienlit. Le puits  Valombré    est découvert par JC Dobrilla le 24 Octobre 1970 lors de l’accident de René Maurer dit “Moustique”. Le puits d’entrée est descendu quelques jours plus tard mais l’ouverture de la faille “dynamitée” est faite au cours des années 1972, 1980, 1996, 2007 et 2008 par intermittence avec JC Dobrilla qui vit à Madagascar. Ils espèrent trouver un Kriska parallèle et atteindre le boyau du tonnerre repéré par Dobrilla en remontant du siphon en 1970. Il jonctionnera avec le gouffre François Thierry à - 235 m. Le réseau compte désormais huit entrées. Une nouvelle topographie faite par le GUCEM en 2021-2022, publiée le 28/01/2023, replace la profondeur à 693 m,.

## Géologie et Hydrologie

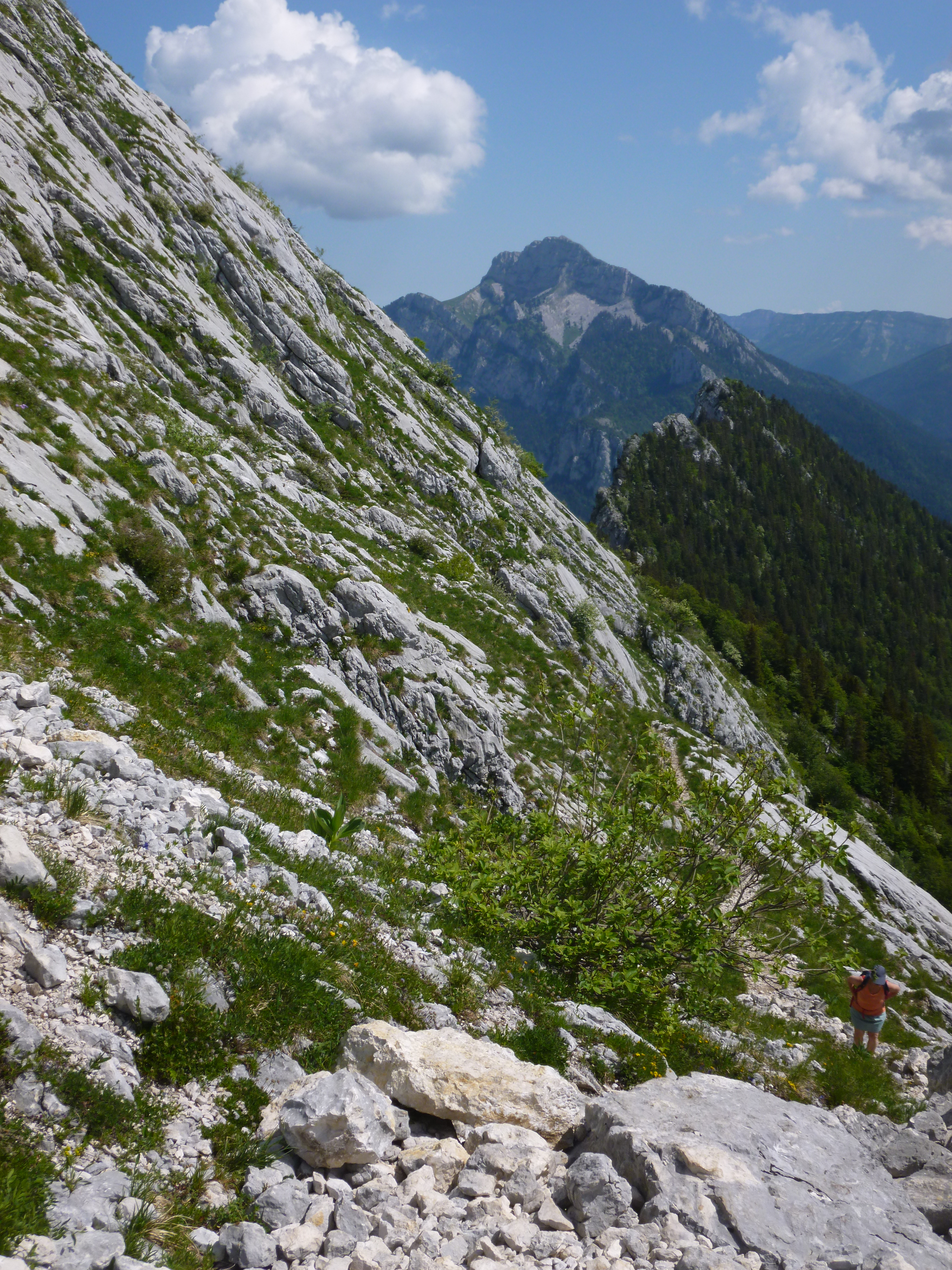
Le réseau Ded est localisé entre le lapiaz et la forêt.

Le réseau est creusé dans les calcaires urgoniens.
Le pendage des couches varie de 45° au début de la cavité à 60° plus bas. Une importante fracturation est à l'origine des nombreux puits. Le collecteur que l'on suit à partir de -640 m à un débit de 3 l/s à l'étiage. Une coloration effectuée lors du stage E.F.S scientifique du 25 au 31 août 1991 avec 500 grammes de rhodamine B au kriska à - 210 m (indiqué -250 dans le compte rendu du stage) le 27 août est ressortie du 23 septembre au 26 septembre à la résurgence de la Porte de l'Enclos , située dans les gorges du Guiers Mort à 780 mètres d'altitude. Le dénivelé restant entre le siphon terminal du réseau Ded et l'exsurgence est de 145 mètres pour trois kilomètres de distance.